# Agregación de datos
La agregación de datos es la recopilación de información de bases de datos con la intención de preparar conjuntos de datos o datasets para el procesamiento de datos.

## Descripción
El estudio Geológico de Estados Unidos explica que, “cuándo los datos están bien documentados, sabes cómo y dónde buscar información y los resultados que obtienes serán los que esperas.” La fuente de información para la agregación de datos puede provenir de registros públicos y bases de datos criminales. La información se empaqueta en informes agregados y luego se venden a empresas, así como a agencias locales, estatales, y gubernamentales. Esta información también puede ser útil para fines de marketing. En Estados Unidos, muchas actividades de los data brokers o brokers se información se rigen por la Ley de informes crediticios justos (FCRA), que regula las agencias de informes del consumidor. Las agencias recopilan y empaquetan información personal en informes de consumidores que se venden a acreedores, empresarios, aseguradoras y otras empresas.
Los agregadores de bases de datos proporcionan varios informes de información. Las personas pueden solicitar sus propios informes de consumidores que contienen información biográfica básica, como el nombre, la fecha de nacimiento, la dirección postal actual y el número de teléfono. Los informes de verificación de antecedentes de los empleados, que contienen información muy detallada, como las direcciones postales antiguas, las licencias profesionales y los antecedentes, pueden ser solicitados por terceros. Estos datos no solo se pueden usar en las verificaciones de antecedentes de los empleados, sino que se pueden usar para tomar decisiones sobre la cobertura del seguro, los precios y la aplicación de la Ley. Los activistas de la privacidad argumentan que los agregadores de bases de datos pueden proporcionar información errónea.

## El papel de Internet
El potencial del Internet para consolidar y manipular la información tiene una nueva aplicación en la agregación de datos, también conocida como screen scraping. Internet brinda a los usuarios la oportunidad de consolidar sus nombres de usuario y sus contraseñas, o PIN (número de identificación personal). Dicha consolidación permite a los consumidores acceder a una amplia variedad de sitios web protegidos con un número de identificación personal que contienen información personal mediante el uso de este número en un solo sitio web. Los proveedores de cuentas en línea incluyen instituciones financieras, agentes de bolsa, aerolíneas y programas de viajeros frecuentes y otros programas de recompensas, y cuentas de correo electrónico. Los agregadores de datos pueden recopilar información de cuentas u otra información de sitios web designados mediante el uso de los números de identificación personal de los titulares de la cuenta y, luego, poner la información de la cuenta de los usuarios a su disposición en un solo sitio web operado por el agregador a solicitud del titular de la cuenta. Los servicios de agregación se pueden ofrecer de forma independiente o en conjunto con otros servicios financieros, como el seguimiento de la cartera de inversiones y el pago de facturas proporcionado por un sitio web especializado, o como un servicio adicional para aumentar la presencia en línea de una empresa establecida más allá del mundo virtual. Muchas empresas establecidas con presencia en Internet parecen reconocer el valor de ofrecer un servicio de agregación para mejorar otros servicios basados en la web y atraer visitantes. Ofrecer un servicio de agregación de datos a un sitio web puede resultar atractivo debido a la posibilidad de que con frecuencia atraiga a los usuarios del servicio del domino del sitio web.

## Agregación de datos de empresas locales
Cuando se trata de recopilar información sobre la ubicación de las empresas locales, existen varios agregadores de datos importantes que recopilan información como el nombre de la empresa, la dirección, el número de teléfono, el sitio web, la descripción y el horario de atención. Luego validan esta información utilizando varios métodos de validación. Una vez que ha verificado que la información comercial es precisa, los agregadores de datos la ponen a disposición de editores como Google y Yelp.
Cuando Yelp, por ejemplo, actualiza sus listados de Yelp, extraerán datos de estos agregadores de datos locales. Los editores toman datos comerciales locales de diferentes fuentes y los comparan con lo que tienen actualmente en su base de datos. Luego actualizan su base de datos con la información que consideran precisa.
Los cuatro principales agregadores de datos para la búsqueda de empresas locales son Acxiom, Infogroup, Localeze y Factual. A partir de enero de 2020, Acxiom ya no actúa como agregador de datos.

## Implicaciones legales
Las instituciones financieras están preocupadas por la posibilidad de responsabilidad derivada de las actividades de agregación de datos, posibles problemas de seguridad, infracción de los derechos de propiedad intelectual y la posibilidad de disminuir el tráfico al sitio web de la institución. El agregador y la institución financiera pueden acordar un acuerdo de alimentación de datos activado a solicitud del cliente, utilizando un estándar de Open Financial Exchange (OFX) para solicitar y entregar información al sitio seleccionado por el cliente como el lugar desde el cual verán los datos de su cuenta. Los acuerdos brindan una oportunidad para que las instituciones negocien para proteger los intereses de sus clientes y ofrecen a los agregadores la oportunidad de brindar un servicio sólido. Los agregadores que acuerdan con los proveedores de información extraer datos sin utilizar un estándar OFX pueden alcanzar un nivel más bajo de relación consensuada; por lo tanto, el "screen scraping" puede usarse para obtener datos de la cuenta, pero por razones comerciales o de otro tipo, el agregador puede decidir obtener el consentimiento previo y negociar los términos en los que los datos del cliente están disponibles. El "screen scraping" sin el consentimiento del proveedor de contenido tiene la ventaja de permitir a los suscriptores ver casi todas y cada una de las cuentas que hayan abierto en cualquier lugar de Internet a través de un sitio web.

## Perspectiva
Con el tiempo, la transferencia de grandes cantidades de datos de la cuenta del proveedor de la cuenta, al servidor del agregador, podría convertirse en un perfil completo de un usuario, detallando sus transacciones bancarias y de tarjetas de crédito, saldos, transacciones de valores y carteras, e historial de viajes y preferencias. A medida que aumenta la sensibilidad a las consideraciones de protección de datos, es probable que se preste una atención considerable a la medida en que los agregadores de datos pueden intentar utilizar estos datos para su propio uso o para compartirlos con terceros y operadores del sitio web en el que se ofrece el servicio.